# Csakazértis nagypapa
A Csakazértis nagypapa (eredeti cím: Kotch)  1971-ben bemutatott filmdráma, vígjáték. Főszereplő Walter Matthau, rendező Jack Lemmon, akinek ez az egyetlen rendezése. A film négy Oscar-díj jelölést kapott.

## Cselekménye
Joseph Kotcher (Walter Matthau) nyugdíjas a fia, Gerald és menye, Wilma házában él egy Los Angeles-i kertvárosban. Szenvedélye az unokája, a totyogós Duncan, akivel sokat foglalkozik. Bár a nagypapa sokszor vigyáz a gyerekre, Wilma nyugodtabb, ha bébiszittert fogad a gyerek mellé, ha elmennek hazulról. Egyik este a nagypapa, amikor kimegy a felsíró gyerekhez, észreveszi, hogy a bébiszitter csókolózik valakivel a kanapén. A fiának szóváteszi a dolgot, bár hozzáteszi, nem akarja, hogy a lányt emiatt elküldjék.
A nagypapa idegesíti Wilmát, akinek a nagypapa szerint szülés utáni depressziója van. Gerald és Wilma kinéznek egy idősek otthonát az öreg számára, akinek esze ágában sincs oda költözni, bár elvégez egy pszichológiai tesztet, ami a felvételhez szükséges. Ezután azonban távolsági busszal elkezd utazgatni az országban.
Eközben Erica, a bébiszitter San Bernadinóba utazik (ahol a fivére lakik) amikor rájön, hogy terhes.
Kotcher nagypapa visszatér a családi fészekhez Halloweenkor, de csak rövid ideig marad. Amikor felfedezi, hogy a bébiszitter üzenetet hagyott neki, azonnal utána indul, mert úgy érzi, hogy miatta rúgták ki.

## Szereplők
| Szereplő                       | Színész         | magyar hang            | magyar hang            | magyar hang     |
| Szereplő                       | Színész         | 1. szereposztás (1987) | 2. szereposztás        | 3. szereposztás |
| ------------------------------ | --------------- | ---------------------- | ---------------------- | --------------- |
| Joseph P. Kotcher, nyugdíjas   | Walter Matthau  | Tyll Attila            | Sinkovits Imre         | Makay Sándor    |
| Erica Herzenstiel, bébiszitter | Deborah Winters | Kováts Adél            | Hámori Eszter          | ?               |
| Wilma Kotcher, Kotch menye     | Felicia Farr    | Győry Franciska        | Náray Erika            | ?               |
| Gerald Kotcher, Kotch fia      | Charles Aidman  | Lesznek Tibor          | Sinkovits-Vitay András | ?               |
| Vera Kotcher                   | Ellen Geer      | ?                      | ?                      | ?               |
| Duncan Kotcher                 | Donald Kowalski | ?                      | ?                      | ?               |
| Duncan Kotcher                 | Dean Kowalski   | ?                      | ?                      | ?               |
| Mrs. Fisher                    | Arlen Stuart    | ?                      | ?                      | ?               |
| Miss Roberts                   | Jane Connell    | ?                      | ?                      | ?               |
| Mr. Weaver                     | James Brodhead  | ?                      | ?                      | ?               |

## Megjelenése
A film 2004. július 6-án jelent meg DVD-n a Fox Video kiadásában.

## Fogadtatás
Az amerikai filmkritikusok véleményét összegző Rotten Tomatoes 80%-ra értékelte 5 vélemény alapján.

## Díjak, jelölések
Oscar-díj (1972)
- jelölés: legjobb férfi főszereplő – Walter Matthau
- jelölés: legjobb vágás – Ralph E. Winters
- jelölés: legjobb eredeti dal – "Life Is What You Make It" from "Kotch" Music by Marvin Hamlisch; Lyrics by Johnny Mercer
- jelölés: legjobb hang – Richard Portman, Jack Solomon

Golden Globe (1972)
- díj: legjobb eredeti dal – Life Is What You Make It című dalért, zene: Marvin Hamlisch, szöveg: Johnny Mercer
- jelölés: legjobb filmvígjáték
- jelölés: legjobb férfi főszereplő – Walter Matthau
- jelölés: legjobb forgatókönyv – John Paxton

Kansas City Film Critics Circle Awards (1972)
- díj: legjobb színész – Walter Matthau

Writers Guild of America, USA (1972)
- díj: legjobb vígjáték-adaptáció – John Paxton

American Cinema Editors, USA (1972)
- jelölés: Eddie-díj – Ralph E. Winters

## Forgatási helyszínek
- Los Angeles, Kalifornia

## Fordítás
- Ez a szócikk részben vagy egészben  a   Kotch című angol Wikipédia-szócikk fordításán alapul.  Az eredeti cikk szerkesztőit annak laptörténete sorolja fel. Ez a jelzés csupán a megfogalmazás eredetét és a szerzői jogokat jelzi, nem szolgál a cikkben szereplő információk forrásmegjelöléseként.